# Рейнері Андреу
Рейнері Андреу Ортега (ісп. Reineri Andreu Ortega; нар. 1 квітня 1998) — кубинський борець вільного стилю, дворазовий чемпіон та дворазовий бронзовий призер Панамериканських чемпіонатів, бронзовий призер Панамериканських ігор, чемпіон Центральноамериканського і Карибського чемпіонату, чемпіон Центральноамериканських і Карибських ігор.

## Життєпис
Боротьбою почав займатися з 2009 року. У 2015 році став бронзовим призером Панамериканського чемпіонату серед юніорів. У 2017 та 2019 вигравав чемпіонату світу серед молоді.
Виступає за борцівський клуб «Серро Пеладо» Гавана. Тренер — Хуліо Мендьєта (з 2014).

## Спортивні результати на міжнародних змаганнях

### Виступи на Чемпіонатах світу
| Змагання                        | Збірна | Вагова категорія          | Місце |
| ------------------------------- | ------ | ------------------------- | ----- |
| Чемпіонат світу з боротьби 2018 | Куба   | вільна боротьба, до 57 кг | 5     |
| Чемпіонат світу з боротьби 2022 | Куба   | вільна боротьба, до 57 кг | 5     |

### Виступи на Панамериканських чемпіонатах
| Змагання                                   | Збірна | Вагова категорія          | Місце  |
| ------------------------------------------ | ------ | ------------------------- | ------ |
| Панамериканський чемпіонат з боротьби 2017 | Куба   | вільна боротьба, до 57 кг | Бронза |
| Панамериканський чемпіонат з боротьби 2018 | Куба   | вільна боротьба, до 57 кг | Золото |
| Панамериканський чемпіонат з боротьби 2019 | Куба   | вільна боротьба, до 57 кг | Бронза |
| Панамериканський чемпіонат з боротьби 2020 | Куба   | вільна боротьба, до 57 кг | Золото |

### Виступи на Панамериканських іграх
| Змагання                  | Збірна | Вагова категорія          | Місце  |
| ------------------------- | ------ | ------------------------- | ------ |
| Панамериканські ігри 2019 | Куба   | вільна боротьба, до 57 кг | Бронза |

### Виступи на Центральноамериканських і Карибських чемпіонатах
| Змагання                                                       | Збірна | Вагова категорія          | Місце  |
| -------------------------------------------------------------- | ------ | ------------------------- | ------ |
| Центральноамериканський і Карибський чемпіонат з боротьби 2018 | Куба   | вільна боротьба, до 57 кг | Золото |

### Виступи на Центральноамериканських і Карибських іграх
| Змагання                                     | Збірна | Вагова категорія          | Місце  |
| -------------------------------------------- | ------ | ------------------------- | ------ |
| Центральноамериканські і Карибські ігри 2018 | Куба   | вільна боротьба, до 57 кг | Золото |

### Виступи на Кубках світу
| Змагання                    | Збірна | Вагова категорія | Місце |
| --------------------------- | ------ | ---------------- | ----- |
| Кубок світу з боротьби 2018 | Куба   | команда          | 4     |
| Кубок світу з боротьби 2019 | Куба   | команда          | 5     |

### Виступи на інших змаганнях
| Змагання                                                     | Збірна | Вагова категорія                 | Місце  |
| ------------------------------------------------------------ | ------ | -------------------------------- | ------ |
| Cerro Pelado International 2018                              | Куба   | вільна боротьба, до 57 кг        | 9      |
| Beat the Streets 2018                                        | Куба   | Multiple Style Event, до LL57 кг | Золото |
| Cerro Pelado International 2019                              | Куба   | вільна боротьба, до 57 кг        | Золото |
| Турнір Алі Алієва 2019                                       | Куба   | вільна боротьба, до 57 кг        | Бронза |
| Кубок Гранми і Серро-Пеладо з боротьби 2020                  | Куба   | вільна боротьба, до 57 кг        | Золото |
| Олімпійський кваліфікаційний турнір з боротьби 2020 (Оттава) | Куба   | вільна боротьба, до 57 кг        | Бронза |

### Виступи на змаганнях молодших вікових груп
| Змагання                                                 | Збірна | Вагова категорія          | Місце  |
| -------------------------------------------------------- | ------ | ------------------------- | ------ |
| Панамериканський чемпіонат з боротьби серед юніорів 2015 | Куба   | вільна боротьба, до 55 кг | Бронза |
| Чемпіонат світу з боротьби серед молоді 2017             | Куба   | вільна боротьба, до 57 кг | Золото |
| Чемпіонат світу з боротьби серед молоді 2018             | Куба   | вільна боротьба, до 57 кг | 7      |
| Чемпіонат світу з боротьби серед молоді 2019             | Куба   | вільна боротьба, до 57 кг | Золото |